# Infektiöse Laryngotracheitis
Die Infektiöse Laryngotracheitis (ILT, „Ansteckende Entzündung des Kehlkopfs und der Luftröhre“) ist eine durch das Gallid Herpesvirus 1 (GaHV-1) verursachte Viruserkrankung der oberen Luftwege bei Hühnervögeln, die weltweit vorkommt. Für diese Tierseuche gilt in Deutschland Meldepflicht.

## Ätiologie und Pathogenese
Das Hühner-Herpesvirus 1 (offiziell Gallid alphaherpesvirus 1, früher Gallid herpesvirus 1, GaHV-1) ist eine Spezies umhüllter Viren mit doppelsträngiger DNA (dsDNA) aus der Unterfamilie Alphaherpesvirinae. Es wird in die Gattung Iltovirus (Akronym aus infectious laryngotracheitis-like viruses) eingeordnet.
Die Übertragung erfolgt durch direkten und indirekten Kontakt infizierter Tiere durch eine Tröpfcheninfektion. Nach der Infektion vermehrt sich das Virus im Epithel der oberen Luftwege. Das Virus wandert entlang der sensiblen Nerven und kann latent im Ganglion trigeminale persistieren. Tiere, die die Krankheit überstehen, bleiben latent infiziert.
Die Morbidität ist hoch, die Mortalität liegt zwischen 5 und 70 %, übersteigt aber nur selten 15 %.

## Symptome
Der Erreger verursacht eine milde bis schwere Entzündung der oberen Luftwege, hauptsächlich des Kehlkopfs (Larynx) und der Luftröhre (Trachea). Die Erkrankung tritt vor allem im Herbst und im Winter auf.
Klinisch äußert sie sich in Husten, Keuchen und Atemnot, wobei die Tiere einen blutig-gefärbten Schleim auswürgen können. Milde Verlaufsformen durch weniger virulente Virusstämme zeigen sich in einer Sinusitis und Konjunktivitis.
Pathologisch-anatomisch zeigt sich eine Blutstauung und Hyperämie von Kehlkopf und Luftröhre, bei schwerem Verlauf können käsige, diphtheroide Beläge oder Pseudomembranen auftreten, ähnlich der diphteroiden Form der Vogelpocken. In den Epithelzellen lassen sich pathohistologisch intranukleäre (im Zellkern gelegene) Einschlusskörperchen nachweisen.

## Diagnose
Klinisch kann in schwereren Fällen bereits eine Verdachtsdiagnose gefällt werden. Die Einschlusskörperchen sind beweisend. Eine elektronenmikroskopische Untersuchung von Luftröhrenabstrichen oder der Antikörpernachweis mittels Immunfluoreszenz sind ebenfalls möglich. Eine Anzüchtung des Virus ist in bebrüteten Hühnereiern möglich und führt zu einer Verdickung der Eihäute und zur Ausbildung weißer Plaques.

## Bekämpfung
Die Bekämpfung basiert auf strengen Hygienemaßnahmen in Geflügelbeständen zur Verhinderung der Einschleppung. Eine Impfung mit Lebendimpfstoffen ist möglich, verhindert aber nicht latente Infektionen oder deren Aufflammen.
In Deutschland zählt die Infektiöse Laryngotracheitis zu den meldepflichtigen Tierkrankheiten. Auch in Österreich unterliegt sie der Meldepflicht.